# Jules Dumas
Jules Dumas (2001) es un deportista francés que compite en triatlón. Ganó una medalla de bronce en el Campeonato Europeo de Triatlón Campo a Través de 2024.

## Palmarés internacional
| Campeonato Europeo | Campeonato Europeo | Campeonato Europeo | Campeonato Europeo |
| Año                | Lugar              | Medalla            | Prueba             |
| ------------------ | ------------------ | ------------------ | ------------------ |
| 2024               | Coímbra (Portugal) | Medalla de bronce  | Individual         |